# Gens Hostília
La gens Hostília (en llatí: Hostilia gens) va ser una família o gens romana originària de Medullia que va arribar a Roma en temps de Ròmul.
El membre d'aquesta família més famós va ser Tul·lus Hostili, el tercer rei de Roma, però tots els Hostilii posteriors que es coneixen eren d'origen plebeu. Molts Hostilis es van distingir durant les Guerres púniques. El primer de la gens que va ser cònsol va ser Aulus Hostili Mancí l'any 170 aC.
Un cònsol romà durant la república, Luci Hostili Saserna, tenia a les seves medalles els caps de Pallor i Pavor indicant l'origen d'aquesta família, ja que aquest símbols corresponien a motius religiosos de Tul·li Hostili.
Van portar diversos cognoms com Cato, Firminus, Mancius, Rutilus, Saserna i Tubulus.